# Therapeutisch klonen
Bij therapeutisch klonen of therapeutisch kloneren wordt in een eicel (of eventueel theoretisch in een pluripotente stamcel) een somatische celkern van de patiënt geplaatst. Deze techniek noemt men nucleaire transfer.
Deze cel bezit dan exact dezelfde genetische informatie (tenminste wat nucleair DNA betreft) als de patiënt, wat problemen met afstoting na transplantatie vermijdt. Deze cel zou men dan kunnen laten differentiëren tot een bepaald cel- of weefseltype of zelfs tot een volledig orgaan, en vervolgens implanteren in een patiënt.
Deze techniek staat echter nog lang niet op het punt om groots uitgerold te worden. Om te beginnen is de voorraad beschikbare eicellen (ova) beperkt, bovendien is een efficiënte differentiatie tot bepaalde celtype(s) niet vanzelfsprekend. In het geval van de productie van een orgaan zou men bovendien moeten rekening houden met de driedimensionale vorm van het doelorgaan. Verder is er de kwestie van het mitochondriaal DNA, dat na nucleaire transfer nog steeds datgene van de eicel blijft.

## Bron
Hall VJ, Stojkovic P, Stojkovic M. Using therapeutic cloning to fight human disease: a conundrum or reality? Stem Cells. 2006 Jul;24(7):1628-37. Epub 2006 Mar 23.